# Krim-Linde
Die Krim-Linde (Tilia × euchlora) ist ein Laubbaum aus der Gattung der Linden (Tilia) in der Familie der Malvengewächse (Malvaceae). Diese Lindenart ist vermutlich eine um 1860 entstandene Hybride aus der Winter-Linde (Tilia cordata) mit der Schwarzmeer-Linde (Tilia dasystyla).

## Beschreibung
Die Krim-Linde ist ein laubabwerfender Baum, der Wuchshöhen von etwa 18 Metern bei einem Stammdurchmesser von etwa 70 cm erreichen kann. Die Rinde ist hellgrau und glatt und teilweise dunkelgrau gestreift. Die Äste im oberen Teil der Baumkrone sind innen steil ansteigend und fallen nach außen peitschenähnlich herab, was der Krone eine schmale hohe Form gibt.

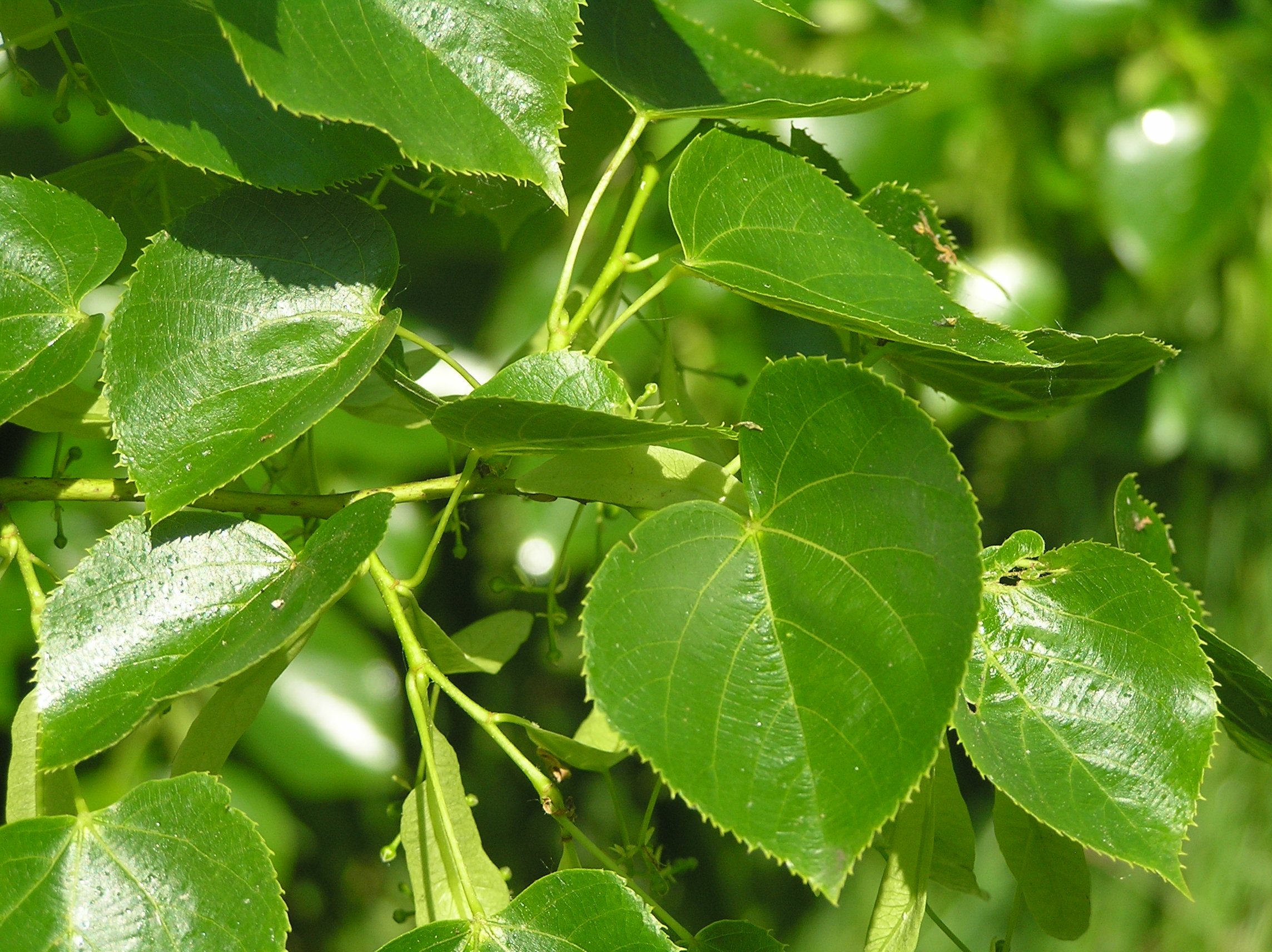
Blattoberseite

Die jungen Zweige sind lindgrün bis gelbgrün. Die schief-herzförmigen Blätter sind 5 bis 10 cm lang, bisweilen auch bis 15 cm lang. Das Blatt sitzt an einem etwa 5 cm langen Stiel und ist fein und scharf gesägt. Die Blätter sind auf der Oberseite glänzend dunkelgrün, auf der Unterseite hellgrün mit auffälligen braunen Achselbärten. Die Herbstfärbung ist relativ unscheinbar; nur Teile des Blattwerks färben sich gelb.
Die Blütezeit liegt mit Ende Juli im Vergleich mit den wichtigsten anderen Lindenarten spät. Die gelben Blüten stehen gruppiert in hängenden Trugdolden zu 3 bis 7 Stück. Das Hochblatt ist verkehrt-lanzettlich und etwa 8 cm lang. Die behaarte Frucht ist schwach fünffach gerippt und gleicht in der Form einem kurzen Ellipsoid.

## Verbreitung
Diese Hybride wird in Deutschland häufig als Straßen- und Parkbaum gepflanzt.

## Nutzung
In der Imkerei ist die Krim-Linde wie alle Linden aufgrund des sehr hohen Zuckergehalts ihres Nektars (bis zu 80 %) und seines hohen Zuckerwerts (bis zu 2,31 mg Zucker/Tag je Blüte) eine geschätzte Tracht.